# 고비케라톱스
고비케라톱스(Gobiceratops)는 백악기 후기의 몽골에 살던 각룡류 공룡이다. 완모식표본 두개골의 길이는 3.5 cm이며 몽골 남부 바룬 고요트 층의 케르민 차브 지역에서 발견되었다. 완모식표본은 어린 개체이다. 고비케라톱스는 바가케라톱스와 가까운 관계인 것으로 생각되며 바가케라톱스과로 분류이다. 2008년에 알리파노프가 보고했다. 모식종은 G. minutus이다.